# 4 mesi, 3 settimane, 2 giorni
4 mesi, 3 settimane, 2 giorni (4 luni, 3 săptămâni și 2 zile) è un film del 2007 diretto da Cristian Mungiu.
La pellicola, interpretata da Anamaria Marinca, Vlad Ivanov e Laura Vasiliu, e ambientata al tramonto del regime di Ceaușescu, è stata tra le più apprezzate dalla critica mondiale nel biennio 2007-2008 vincendo, tra gli altri, la Palma d'oro al 60º Festival di Cannes e il premio al miglior film alla 20ª edizione degli European Film Awards.

## Trama
Romania, 1987. Nei conclusivi e difficili anni del regime di Ceaușescu due ragazze di provincia, Otilia e Găbița, dividono la stanza in un pensionato universitario. Quando Găbița rimane incinta senza volerlo, inizia per loro il calvario di trovare un modo illegale per abortire, al tempo un reato nel paese. Riescono a rintracciare un certo Bebe, il quale le riceve in una stanza d'albergo, lontano da occhi indiscreti. Qui però le ragazze scoprono che i loro soldi non bastano, sicché Bebe vuole un pagamento in natura: una riluttante Otilia è costretta ad accettare, mettendo il bene dell'amica davanti allo spregevole ricatto. Quindi Bebe inserisce a Găbița un sondino per abortire, spiega alle ragazze come disfarsi del feto e le lascia al loro destino.
Frattanto Otilia, la quale aveva già preso un impegno con il suo fidanzato, lascia Găbița da sola in albergo, in attesa che l'operazione faccia il suo corso, e in compagnia della famiglia del ragazzo cerca di dimenticare per qualche ora gli ultimi e inconfessabili eventi. Quando torna dall'amica, questa ha ormai abortito, e Otilia, al culmine di una orribile giornata, si ritrova costretta allo straziante gesto di liberarsi del feto, vagando di notte per la città, prima di gettarlo nella spazzatura. Tornata in albergo da Găbița, la quale aveva supplicato l'amica di dare una degna sepoltura al feto, questa riceve da Otilia solo la risposta che non parleranno mai più della questione.

## Produzione
L'idea iniziale per il film nasce dal progetto di Mungiu per un altro film, Racconti dell'età dell'oro, con il quale racconterà la storia del comunismo in Romania attraverso le sue leggende metropolitane. Mentre lavorava a quest'ultima pellicola, Mungiu sentì la necessità di fare un film serio incentrato su una storia tragica sotto il regime, per bilanciare gli intenti commedici di Racconti dell'età dell'oro.
La maggior parte del film è stato girato a Bucarest, soltanto alcune scene in un albergo a Ploiești.
Il film è stato prodotto con un budget inferiore ai 600 000 euro.

## Riconoscimenti
- 2007 – Festival di Cannes
  - Palma d'oro
  - Premio FIPRESCI
- 2007 – European Film Awards
  - Miglior film
  - Miglior regista a Cristian Mungiu
- 2009 – Premio Goya
  - Miglior film europeo
- 2009 - Cinema Brazil Grand Prize
  - Candidatura a Miglior film straniero